# Маныч (Донецкая область)
Маныч (укр. Манич) — село на Украине, находится в Амвросиевском районе Донецкой области. Находится под контролем самопровозглашённой Донецкой Народной Республики.

## География
К востоку от села проходит граница между Украиной и Россией.

#### Соседние населённые пункты по странам света
С: Камышеваха, Алексеевское
СЗ: Житенко
СВ: —
З: Калиновое
В: —
ЮЗ: Успенка
ЮВ: —
Ю: Катериновка   

## Население
Население по переписи 2001 года составляло 76 человек.

## Общая информация
Код КОАТУУ — 1420688205. Почтовый индекс — 87371. Телефонный код — 6259.

## Адрес местного совета
87371, Донецкая область, Амвросиевский район, с. Успенка, ул.Октябрьская; тел. 2-24-39